# Nippon Yūsei Kōsha

Nuovo simbolo delle poste giapponesi

Vecchio logo della posta giapponese, ispirato alla Bandiera del Giappone

Japan Post, noto in giapponese come Ente pubblico dei servizi postali Giapponesi (日本郵政公社?, Nippon Yūsei Kōsha) è stata una società a partecipazione statale giapponese, tra il 2003 ed il 2007, che offriva servizi di posta, spedizione di pacchi, bancari ed assicurativi sulla vita. 
Era il più grande datore di lavoro della nazione con oltre 400 000 impiegati e 24 700 uffici postali ed era una delle più importanti a livello nazionale. Un terzo dei dipendenti pubblici giapponesi lavorava per la Nippon Yūsei Kōsha. 
Le poste giapponesi esercivano la più grande cassa di risparmio postale del mondo e si diceva che gestissero la più grossa raccolta di risparmi personali del mondo con circa 224 migliaia di miliardi di yen nei libretti di risparmio yū-cho, e 126 migliaia di miliardi di yen nelle assicurazioni sulla vita kampo. Le sue consociate avevano in deposito un quarto del risparmio delle famiglie giapponesi. Le poste detenevano anche circa 140 migliaia di miliardi di yen in titoli di stato, pari ad un quinto del debito pubblico nazionale.

## Storia
La società venne fondata il 2 aprile 2003 come impresa a controllo statale al posto della storica azienda di stato azienda di servizi postali (郵政事業庁?, Yūsei Jigyōchō). La costituzione della società postale faceva parte del programma di riforme dell'allora primo ministro Junichiro Koizumi ed era previsto come una tappa nella completa privatizzazione del servizio postale. 
Il 1° ottobre 2007, il Nippon Yūsei Kōsha è stato privatizzato a seguito di un feroce dibattito politico che è stato risolto dalle elezioni del 2005. La principale preoccupazione è stata la Nippon Yūsei Kōsha, con il sostegno del governo, la concorrenza che ostacola e ha dato ai politici l'accesso ai risparmi postali per finanziare progetti di animali domestici. Il post del Giappone è stato diviso in tre società nel 2007, con l'intenzione di essere privatizzato entro il 2017. A seguito della privatizzazione, Nippon Yūsei Kōsha diventera la attuale Japan Post di cui Japan Post Holdings gestisce l'attività postali nipponiche.
Nel 2010, la privatizzazione è stata messa in attesa, con il Ministero delle Finanze giapponese che è rimasto l'azionista del 100%. Tuttavia, il 26 ottobre 2012, il governo giapponese ha svelato i piani per elencare le azioni di Japan Post Holdings entro tre anni, in parte per raccogliere fondi per la ricostruzione delle aree devastate dal Terremoto e maremoto del Tōhoku del 2011 e dalla conseguente crisi nucleare. A partire dal 2020, il governo detiene ancora il 57% delle azioni, e il 2028 marzo è stato annunciato come la data obiettivo della privatizzazione. Nell'ottobre 2021, il governo giapponese ha completato il processo di privatizzazione di maggioranza del Japan Post Holdings, ma ha anche mantenuto ancora il controllo della maggior parte della società.

### La privatizzazione postale
La società è nata il 2 aprile 2003, come società di proprietà del governo, sostituendo la vecchia agenzia di servizi postali del Ministero degli Affari Interni e delle Comunicazioni, Agenzia dei Servizi Postali (総務省郵政事業庁?, Sōmu-shō Yūsei Jigyōchō). La formazione del Japan Post faceva parte del piano di riforma a lungo termine dell'allora primo ministro Junichiro Koizumi ed era destinata a culminare nella piena privatizzazione del servizio postale. Il piano di privatizzazione ha incontrato sia il sostegno che l'opposizione in tutto lo spettro politico giapponese, compresi i due maggiori partiti, il LDP e il DPJ. Gli oppositori hanno affermato che la mossa avrebbe comportato la chiusura degli uffici postali e la perdita di posti di lavoro presso il più grande datore di lavoro della nazione. Tuttavia, i sostenitori hanno sostenuto che la privatizzazione consentirebbe un uso più efficiente e flessibile dei fondi della società, che contribuirebbe a rivitalizzare l'economia giapponese. I sostenitori hanno anche affermato che il Japan Post era diventato un’enorme fonte di corruzione e di mecenatismo. Koizumi ha definito la privatizzazione un elemento importante nei suoi sforzi per frenare la spesa pubblica e la crescita del debito nazionale. La maggior parte dei partiti di opposizione ha sostenuto la privatizzazione postale in linea di principio, ma ha criticato il disegno di legge di Koizumi. Molti consideravano il disegno di legge profondamente imperfetto perché prevedeva un periodo troppo lungo per la piena attuazione e includeva troppe scappatoie che potrebbero creare una privatizzazione solo di nome.
Nel settembre 2003, il gabinetto di Koizumi propose di dividere Japan Post in quattro società separate: una banca, una compagnia di assicurazioni, una società di servizi postali e una quarta società per gestire gli uffici postali come punti vendita al dettaglio per le altre tre entità. Ognuna di queste società sarà privatizzata nell'aprile 2007. Nel 2005, la Camera bassa della legislatura giapponese ha approvato il disegno di legge per completare questa riforma con una manciata di voti, con molti membri del LDP di Koizumi che hanno votato contro il proprio governo. Il disegno di legge è stato successivamente sconfitto nella Camera alta a causa di decine di defezioni dalla coalizione di governo. Koizumi sciolse immediatamente la camera bassa e in programma le elezioni generali che si terranno l'11 settembre 2005. Ha dichiarato che le elezioni sono un referendum sulla privatizzazione postale. Koizumi ha vinto queste elezioni, guadagnando la necessaria supermaggioranza nella camera bassa, che ha preso come mandato per la riforma.
La versione finale del disegno di legge per privatizzare Japan Post nel 2007 è stata approvata nell'ottobre 2005. Ha ufficialmente abolito Japan Post, con le sue filiali suddivise in una società di partecipazione azionaria e altre quattro società per il servizio postale, il risparmio postale, l'assicurazione sulla vita postale e le reti di servizi di ufficio postale. La legislazione prevedeva un periodo di transizione di 10 anni in cui le società di risparmio e assicurazione sarebbero state completamente privatizzate mentre il governo avrebbe continuato a essere coinvolto nelle altre tre società. Il mercato due anni dopo. Tuttavia, il processo di privatizzazione della maggioranza, che tuttavia ha visto il governo giapponese mantenere ancora il controllo di un terzo delle azioni della società, è stato completato nell'ottobre 2021. Il governo giapponese rimane ancora il più grande azionista della società.